# Ostbahn
|  |  |  |

|  | Station on track |

|  | Unknown BSicon "ABZg+r" |

|  | Unknown BSicon "ABZgl" |

|  | Stop on track |

|  | Station on track |

|  | Unknown BSicon "ABZgr" |

|  | Stop on track |

|  | Station on track |

|  | Station on track |

|  | Unknown BSicon "ABZgr" |

|  | Station on track |

|  | Unknown BSicon "ABZg+l" |

|  | Unknown BSicon "ABZgr" |

|  | Stop on track |

|  | Stop on track |

|  | Stop on track |

|  | Unknown BSicon "ABZg+l" |

|  | Station on track |

|  | Stop on track |

|  | Station on track |

|  | Unknown BSicon "ABZgr" |

|  | Unknown BSicon "ABZgl" |

|  | Station on track |

|  | Station on track |

|  | Restricted border on track |

|  | Straight track |

|  |  |  |

|  |  |  |

|  | Station on track |

|  | Unknown BSicon "ABZgr" |

|  | Unknown BSicon "ABZg+l" |

|  | Station on track |

|  | Straight track |

|  |  |  |

|  |  |  |

|  | Station on track |

|  | Stop on track |

|  | Station on track |

|  | Stop on track |

|  | Station on track |

|  | Restricted border on track |

|  | Straight track |

|  |  |  |

|  | Station on track |

|  | Unknown BSicon "ABZg+r" |

|  | Unknown BSicon "ABZgl" |

|  | Stop on track |

|  | Station on track |

|  | Unknown BSicon "ABZgr" |

|  | Stop on track |

|  | Station on track |

|  | Station on track |

|  | Unknown BSicon "ABZgr" |

|  | Station on track |

|  | Unknown BSicon "ABZg+l" |

|  | Unknown BSicon "ABZgr" |

|  | Stop on track |

|  | Stop on track |

|  | Stop on track |

|  | Unknown BSicon "ABZg+l" |

|  | Station on track |

|  | Stop on track |

|  | Station on track |

|  | Unknown BSicon "ABZgr" |

|  | Unknown BSicon "ABZgl" |

|  | Station on track |

|  | Station on track |

|  | Restricted border on track |

|  | Straight track |

|  |  |  |

|  |  |  |

|  | Station on track |

|  | Unknown BSicon "ABZgr" |

|  | Unknown BSicon "ABZg+l" |

|  | Station on track |

|  | Straight track |

|  |  |  |

|  |  |  |

|  | Station on track |

|  | Stop on track |

|  | Station on track |

|  | Stop on track |

|  | Station on track |

|  | Restricted border on track |

|  | Straight track |

Ostbahn (tyska: Ostbahn) är en 67 kilometer lång järnväg i de österrikiska förbundsländerna Niederösterreich och Burgenland. Den går från Wien Südbahnhof österut till den österrikisk-ungerska gränsen vid Nickelsdorf. Banan har två förgreningar, den ena från Bruck an der Leitha till Petronell-Carnuntum, den andra från Parndorf till den österrikisk-slovakiska gränsen vid Kittsee och vidare till den slovakiska huvudstaden Bratislava.

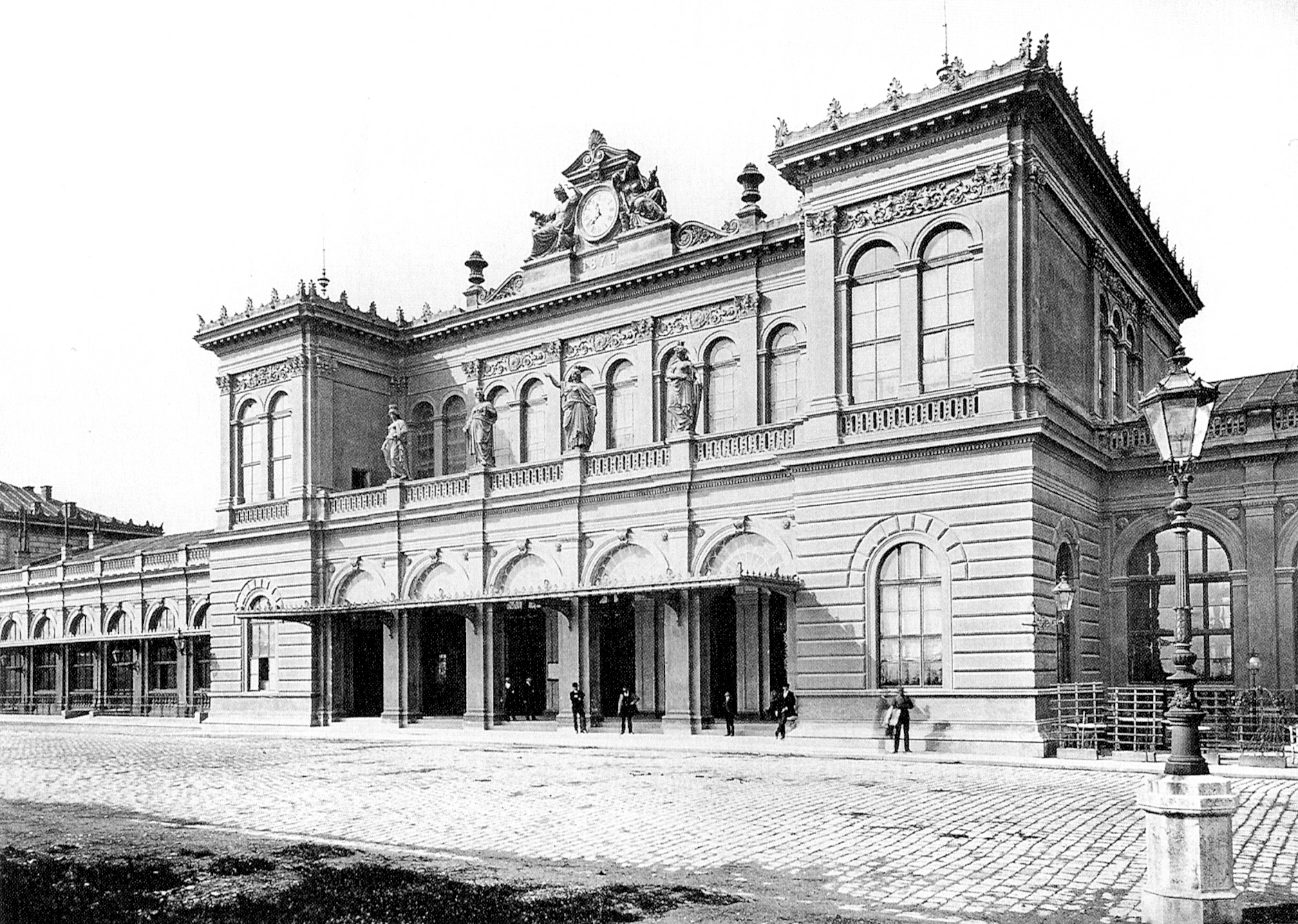
Järnvägsstationen i Wien

Ostbahn är del av den europeiska förbindelsen Paris – München – Wien – Budapest – Bukarest  resp – Belgrad – Sofia – Istanbul som trafikerades av Orientexpressen.
De första planerna på en järnväg från Wien via Bruck an der Leitha (som då var gränsort mellan Österrike och Ungern) till Győr med en förgrening mot Bratislava gjordes redan på 1830-talet. Efter att ha fått tillstånd grundades järnvägsbolaget Wien-Raaber-Eisenbahngesellschaft (Raab var det tyska namnet på Győr) 1838 och byggarbetena påbörjades 1840. Men järnvägsbolaget hade inte fått privilegiet för denna förbindelse och 1839 planerades en konkurrerande järnväg norr om floden Donau av ett annat bolag vilket ledde till att byggarbetena ställdes in 1842. 1845 togs arbetena upp igen och 1846 invigdes järnvägen till den ungerska gränsen. 1870 övertogs banan av Staats-Eisenbahn-Gesellschaft som trots namnet var ett privat järnvägsbolag och något senare förstatligades Ostbahn. Järnvägsgränsövergången mellan Österrike och Tjeckoslovakien vid Kittsee/Petržalka var stängd mellan åren 1945 och 1998.

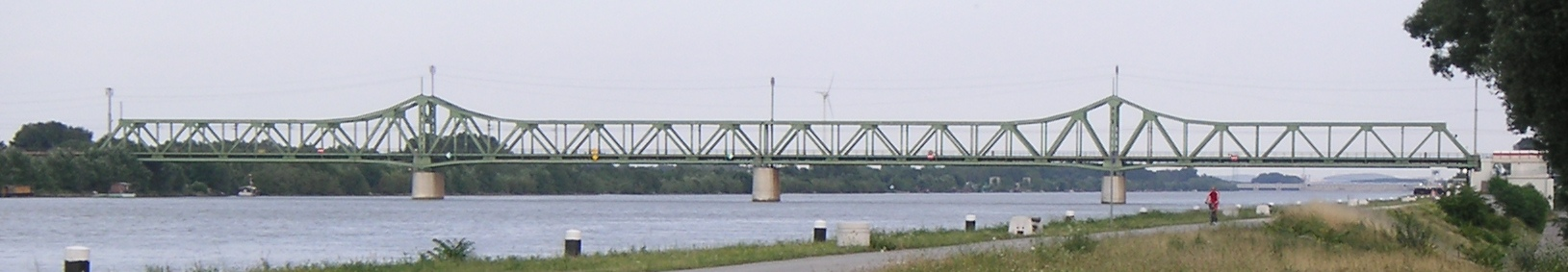
Järnvägsbro i Wien

Idag ingår sträckan Wien – Parndorf i Wiens pendeltågsnät. Via förgreningen till Bratislava går tågen Wien – Bratislava i entimmarstakt.